# Sydney Samuel Hough
Sydney Samuel Hough (Stoke Newington, 11 de junho de 1870 – Gerrards Cross, 8 de julho de 1923) foi um astrônomo britânico.
Hough frequentou o Christ's Hospital em Londres e estudou no St John's College, Cambridge. Foi depois assistente principal de David Gill no Observatório Real do Cabo da Boa Esperança na África do Sul, do qual foi diretor de 1907 a 1923.
Hough foi fellow da Royal Society e em 1908 o primeiro presidente da Sociedade Real da África do Sul.